# Середин (хутор)
Середин — хутор в Кагальницком районе Ростовской области.
Входит в состав Иваново-Шамшевского сельского поселения.

## География
На этом хуторе имеется одна улица: Солнечная.

## Население
| 2010 |
| ---- |
| 127  |